# Uromenus silviae
Uromenus silviae är en insektsart som beskrevs av Nadig 1979. Uromenus silviae ingår i släktet Uromenus och familjen vårtbitare. Inga underarter finns listade i Catalogue of Life.